# HD181533
HD181533 — хімічно пекулярна зоря спектрального класу A2, що має видиму зоряну величину в смузі V приблизно  9,2.
Вона  розташована на відстані близько 1069,4 світлових років від Сонця.